# Смоленская церковь (Софрино)
Церковь Смоленской иконы Божьей Матери в Сафарине — православный храм, памятник русской архитектуры конца XVII века в селе Софрино Пушкинского района Московской области. Храм в стиле московского барокко был построен на средства Ф. П. Салтыкова в 1691—1694 гг.

## История
Нынешнее село Софрино изначально было известно под названием Супонево. Новое название — Сафарино — село получило от фамилии богатого купца Ивана Сафарина, купившего его в XVI веке. Село было расположено на левом берегу реки Талицы и состояло из деревянной Успенской церкви, окружённой с трёх сторон избами. По восточной окраине села проходила древняя Троицкая дорога в Троице-Сергиеву лавру. На Талице была устроена плотина с мельницей. Эта плотина была восстановлена в старых габаритах местными жителями в 1968—1969 годах.
В конце 1680-х годов село, находившееся в собственности государева двора, было пожаловано боярину Ф. П. Салтыкову, ставшему царским тестем (его дочь Прасковья вышла замуж за Иоанна Алексеевича). В 1691—1694 годах на правом крутом берегу, напротив села, Салтыков выстроил двухэтажные палаты. С восточной стороны к ним примыкал домовый храм в честь Смоленской иконы Божией Матери. Вокруг палат был разбит регулярный липовый парк, посажен фруктовый сад и вырыт пруд. Кроме того, были построены ткацкая фабрика, конюшни и дома дворни. В XVIII веке сафаринские палаты неоднократно служили пристанищем для царственных особ по пути на богомолье в Троице-Сергиеву лавру. В знак этого на кресте купола храма помещена небольшая корона.
Последней владелицей Сафарина была внучка строителя палат, графиня Варвара Николаевна Ягужинская (1749—1843), жена Сергея Павловича Ягужинского (1731—1806). Она известна тем, что в 1833 году освободила своих крестьян от крепостной зависимости, передав им в пользование свои земли. Могила В. Н. Ягужинской сохранилась в подклете Смоленской церкви.
После смерти Ягужинской палаты постепенно ветшали, сад пришёл в запустение, часть деревьев была вырублена. Палаты были разобраны, а часть кирпича в 1860-х годах пошла на строительство трапезной и колокольни.
В 1902—1905 годах с южной стороны трапезной был выстроен Никольский придел с церковно-приходской школой. Средства для этого были даны московской купчихой Верой Абрамовной Егоровой.
В 1938 году храм был закрыт, а его последний настоятель игумен Платон (Климов, 1877—1966) сослан. Здание использовалось под разные хозяйственные нужды, было доведено до аварийного состояния и стало бесхозным. Некоторые предметы утвари, иконы, а также царские врата XVI века, перенесённые в иконостас Смоленской церкви в 1878 году из разобранной деревянной церкви, были переданы в музей «Коломенское», где хранятся до сих пор.
В 1970-е годы под руководством И. В. Ильенко (1921—1996) была выполнена реставрация храма. В 1990-е годы были возобновлены церковные службы. Ведутся работы по восстановлению иконостаса в древней части храма.
До наших дней от усадьбы, пережившей в XVIII веке свой расцвет, дошли Смоленская церковь с пристроенными к ней позже трапезной и колокольней, пруд и запущенный липовый парк.

## Архитектура
Храм выполнен в стиле московского барокко с характерной для него центрической композицией. Кирпичное здание выстроено кораблём и поставлено на высокий подклет. Ранее храм окружала галерея-гульбище, а с западной стороны был проход в жилые палаты. И гульбище, и палаты были разобраны, а вместо них в 1862—1866 годы пристроена трапезная с шатровой колокольней.
Здание имеет ярусную структуру, в которой на четверик поставлены четыре убывающих по размерам восьмерика. Два из них — световые и выходят в интерьер храма, третий является звонницей, а последний — барабаном под главу. При декорировании церкви использованы полуколонки, треугольные фронтоны, тонко профилированные карнизы и оконные наличники. Парапеты треугольной формы первого и третьего восьмериков завершаются шарами, а второго — пинаклями. Глава и крест храма неоднократно переделывались. В ходе реставрации форма купола и рисунок покрытия в виде чешуи были взяты по образцу церкви Знамения на Шереметьевом дворе, крест повторяет форму креста церкви Николая Чудотворца на Пупышах.